# Beckerina aliena
Beckerina aliena är en tvåvingeart som beskrevs av Malloch 1924. Beckerina aliena ingår i släktet Beckerina och familjen puckelflugor. Inga underarter finns listade i Catalogue of Life.